# بيل برادلي (لاعب كرة قاعدة)
بيل برادلي (بالإنجليزية: Bill Bradley)‏ هو لاعب كرة قاعدة أمريكي، ولد في 13 فبراير 1878 في كليفلاند في الولايات المتحدة، وتوفي بنفس المكان في 11 مارس 1954.

## وصلات خارجية
- بيل برادلي على موقعبيزبول رفرنس.كوم (الدوري الرئيسي) (الإنجليزية)
- بيل برادلي على موقعبيزبول رفرنس.كوم (الدوري الثانوي) (الإنجليزية)
- بيل برادلي على موقع مشجعي الرسوم البيانية (الإنجليزية)